# Procédures analytiques
Une procédure analytique est une suite de tâches ayant pour but la décomposition des flux générés par l'entreprise et aboutissant à l’exécution d’un audit financier par des auditeurs. Elle permet de détecter les anomalies dans les activités d’une entreprise pour éviter des fraudes financières catastrophiques et d’avoir une évaluation plus complète des risques et des menaces de celles-ci. Par ailleurs, la procédure analytique est un moyen efficace de vérifier la concordance entre les données financières et celles s’éloignant considérablement du concept financier pouvant avoir un impact direct sur l’interprétation des résultats de l’entreprise.

## Enjeux de la procédure analytique
Les procédures analytiques permettent de déterminer la correspondance des données ainsi que de déceler des irrégularités dans les informations financières d’une organisation. La décomposition analytique des flux circulant dans l'entreprise permet de limiter le temps d'analyse des flux comptables et permet de limiter le risque d'erreur d'audit. " Compte tenu de l’ampleur et de la portée des progrès réalisés au cours de la dernière décennie, les auteurs se demandent si les procédures analytiques ont changé au ﬁl de ces années et, le cas échéant, comment ces changements se sont manifestés. Ils s’intéressent en particulier à l’incidence de « facilitateurs » et d’« inducteurs » de changements importants, comme les progrès technologiques et l’adoption de la loi Sarbanes-Oxley."

### Normes internationales
L’interdépendance croissante des différents continents nous oblige à utiliser un système d’information comptable de plus en plus normalisé, c’est pourquoi les procédures analytiques sont soumises à différentes normes de l'International Society of Automation.

## Démarche d'analyse[4]

### Analyse financière
Une analyse financière est un moyen efficace pour récolter des informations chiffrées et supplémentaires  nécessaire à la procédure analytique. En effet,  cette analyse fournit une vision plus juste et réaliste quant à la situation d’une entreprise  en traitant de la solvabilité, la liquidité, la profitabilité et la rentabilité de celle-ci. De ce fait, son but est d’évaluer  de manière complète l’entreprise. Ainsi, on retrouve plusieurs types d’analyse permettant de prendre connaissance des risques et des menaces de l’entreprise. Chose étant un facteur introductif sur les changements significatifs qui auront lieu au sein de l’entreprise.

### Vérification de la fiabilité des données de base utilisées
Ces travaux tendent à faire reconnaître non seulement l’existence d’un changement
significatif malgré un environnement inchangé, mais également l’absence de
changement significatif lorsque des modifications importantes de l’environnement
impliquent qu’un tel changement est attendu. Il est nécessaire, lors de l'élaboration de procédures analytiques, de faire des comparaisons entre diverses informations financières ainsi qu’avec des données de l’entreprise d’origine non financière, telles que le nombre d’employés et l’inventaire de l’équipement. Il faut alors vérifier chacune de ces données. Les chiffres ou données à comparer
doivent être vérifiés quant à leur origine, périodicité, fiabilité et homogénéité. La fiabilité de ces informations dépend de leur nature,  leur source et leur disponibilité. Il faut aussi s’assurer que ces données aient été  bien contrôlées lors de leur compilation pour que l’information soit exhaustive, valide et exacte. Il est possible que l’entreprise ait besoin de prendre des informations de sources extérieures, qui sont parfois plus fiables que les sources internes de l’entreprise.

### Définition des attentes
La deuxième étape consiste à définir des grandeurs de comparaison. Celles-ci
dépendent en premier lieu des composantes à vérifier à l’aide des procédures d’audit et
en second lieu des attentes concrètes de l’auditeur. Les informations visant à la
concrétisation des grandeurs de comparaison peuvent être de diverses origines. Outre
les documents financiers comme les clôtures et les budgets, les procès-verbaux,
articles de presse, études de la branche, etc. peuvent également être utilisés.

### Définition des changements significatifs
L’auditeur doit définir le changement maximal qu’il peut tolérer afin d’atteindre un niveau
de certitude raisonnable, et à partir duquel il doit procéder dans tous les cas à des
procédures d’audit supplémentaires. Cette décision dépend d’une part de son propre
jugement et d’autre part de la fiabilité des données.

### Identification des changements significatifs
Ce n’est que lorsque les attentes et les changements tolérés sont définis que les
positions comprenant des divergences significatives peuvent être identifiées

### Analyse des changements significatifs
Ensuite, il s’agit d’analyser la cause des évolutions significatives. Il faut définir si, lors de la préparation ou de la définition des attentes, des hypothèses erronées ont été utilisées
ou si la comptabilité est réellement entachée d’erreurs.

### Conclusion: définition des conséquences sur des procédures d’audit supplémentaires
Le danger est grand que des changements qui ne peuvent être expliqués précisément
conduisent à des conclusions erronées pour l’audit. Tous les changements significatifs
doivent donc être analysés avec soin. Dans certaines circonstances, il peut être indiqué
de rassembler d’autres explications. Au cas où celles-ci donnent des résultats
insatisfaisants, des procédures de validation orientées résultat doivent dans tous les
cas être appliquées.